# Форт-Провіденс
Форт-Провіденс (англ. Fort Providence) — хутір в Канаді, у  Північно-західних територіях.

## Населення
За даними перепису 2016 року, хутір нараховував 695 осіб, показавши скорочення на 5,3%, порівняно з 2011-м роком. Середня густина населення становила 2,7 осіб/км².
З офіційних мов обидвома одночасно володіли 15 жителів, тільки англійською — 680. Усього 265 осіб вважали рідною мовою не одну з офіційних, з них усі — одну з корінних мов.
Працездатне населення становило 63,8% усього населення, рівень безробіття — 35,1%.
Середній дохід на особу становив $36 466 (медіана $19 984), при цьому для чоловіків — $37 996, а для жінок $34 629 (медіани — $20 064 та $19 712 відповідно).
18,1% мешканців мали закінчену шкільну освіту, не мали закінченої шкільної освіти — 54,3%, 26,7% мали післяшкільну освіту, з яких 16,1% мали диплом бакалавра, або вищий.
| Статево-вікова структура населення | Статево-вікова структура населення | Статево-вікова структура населення | Статево-вікова структура населення | Статево-вікова структура населення |
| ---------------------------------- | ---------------------------------- | ---------------------------------- | ---------------------------------- | ---------------------------------- |
|                                    |                                    |                                    |                                    |                                    |
| Всього                             | Всього                             | 54,0%46,0%                         |                                    |                                    |
| 0 — 14 років                       | 0 — 14 років                       |                                    | 15,9%                              | 15,9%                              |
| 15 — 64 років                      | 15 — 64 років                      |                                    | 73,9%                              | 73,9%                              |
| 65 і більше                        | 65 і більше                        |                                    | 10,1%                              | 10,1%                              |
| Середній вік (років)               | Середній вік (років)               | 39,238,8                           | 39,0                               | 39,0                               |
| Медіана (років)                    | Медіана (років)                    | 42,140,4                           | 41,0                               | 41,0                               |
| — чоловіки — жінки                 |                                    |                                    |                                    |                                    |

| Походження мешканців:     | Походження мешканців:     | Походження мешканців: | Походження мешканців: | Походження мешканців: |
| ------------------------- | ------------------------- | --------------------- | --------------------- | --------------------- |
| Походження                |                           |                       | осіб                  | %                     |
| Корінні американці        | Корінні американці        |                       | 620                   | 90.51%                |
| Інше північноамериканське | Інше північноамериканське |                       | 0                     | 0%                    |
| Європейське               | Європейське               |                       | 100                   | 14.6%                 |
| британське                | британське                |                       | 40                    | 5.84%                 |
| французьке                | французьке                |                       | 35                    | 5.11%                 |
| українське                | українське                |                       | 10                    | 1.46%                 |
| Африканське               | Африканське               |                       | 10                    | 1.46%                 |

## Клімат
Поселення знаходиться у зоні, котра характеризується континентальним субарктичним кліматом. Найтепліший місяць — липень із середньою температурою 16.8 °C (62.3 °F). Найхолодніший місяць — січень, із середньою температурою -23.4 °С (-10.1 °F).
| Клімат Форт-Провіденса  | Клімат Форт-Провіденса | Клімат Форт-Провіденса | Клімат Форт-Провіденса | Клімат Форт-Провіденса | Клімат Форт-Провіденса | Клімат Форт-Провіденса | Клімат Форт-Провіденса | Клімат Форт-Провіденса | Клімат Форт-Провіденса | Клімат Форт-Провіденса | Клімат Форт-Провіденса | Клімат Форт-Провіденса | Клімат Форт-Провіденса |
| Показник                | Січ.                   | Лют.                   | Бер.                   | Квіт.                  | Трав.                  | Черв.                  | Лип.                   | Серп.                  | Вер.                   | Жовт.                  | Лист.                  | Груд.                  | Рік                    |
| Абсолютний максимум, °C | 7                      | 8,7                    | 16,5                   | 20,5                   | 31,3                   | 33                     | 35,2                   | 31,9                   | 26,8                   | 24,2                   | 12                     | 11,8                   | 35,2                   |
| Середній максимум, °C   | −18,9                  | −12,9                  | −6,2                   | 5,8                    | 12,8                   | 20,9                   | 23,5                   | 20,4                   | 13,4                   | 3,2                    | −7,7                   | −15,1                  | 3,3                    |
| Середня температура, °C | −23,4                  | −18,7                  | −13,6                  | −1                     | 6,3                    | 13,5                   | 16,9                   | 14                     | 7,9                    | −0,8                   | −11,5                  | −19,2                  | −2,5                   |
| Середній мінімум, °C    | −27,8                  | −24,3                  | −20,9                  | −7,7                   | −0,3                   | 6                      | 10,1                   | 7,6                    | 2,4                    | −4,8                   | −15,2                  | −23,1                  | −8,2                   |
| Абсолютний мінімум, °C  | −45,2                  | −43,5                  | −40,1                  | −30,8                  | −16,3                  | −3,5                   | −1,6                   | −2,3                   | −9,9                   | −27,3                  | −30,9                  | −43,3                  | −45,2                  |
| ----------------------- | ---------------------- | ---------------------- | ---------------------- | ---------------------- | ---------------------- | ---------------------- | ---------------------- | ---------------------- | ---------------------- | ---------------------- | ---------------------- | ---------------------- | ---------------------- |
| Джерело: Weatherbase    |                        |                        |                        |                        |                        |                        |                        |                        |                        |                        |                        |                        |                        |